# FC Nordsjælland (kvinder)
 Ikke at forveksle med FC Nordsjælland.
FC Nordsjælland/Farum BK Kvinder er en dansk professionel fodboldklub fra den nordsjællandske by Farum. Klubben spiller i Danmarksturneringens bedste række og har hjemmebane på Right to Dream Park i Furesø Kommune. Farum Boldklubs professionelle kvindehold blev oprettet i 2017, se Farum Boldklub.
FC Nordsjælland A/S blev stiftet 1. juli 2003 som professionelt selskab, der overtog licensen fra moderklubben Farum Boldklub. Året forinden i sommeren 2002 var Farum Boldklub rykket op i Superligaen, og FC Nordsjælland har spillet i Danmarks bedste fodboldrække lige siden med mesterskabet i 2012 og deltagelse i UEFA Champions League-gruppespillet som højdepunkter.
FC Nordsjælland er den første superligaklub, der har valgt at satse 100% på kvindefodbold både strategisk, strukturelt og økonomisk. Det betyder, at kvindespillerne har samme vilkår som herrespillerne.
Holdet rykkede i sommeren 2019 op i landets bedste kvinderække; Elitedivisionen, efter fire oprykninger i træk.
FC Nordsjælland/Farum BK havde en målsætning om deltagelse i kvindernes Champions League inden 2023. Den nuværende cheftræner er engelske Chris Sargeant. Allerede i klubbens første sæson i ligaen, sikrede holdet sig bronze i ligaen og blev samme år vinder af DBUs Landspokalturnering for kvinder 2019-20.
I 2024 vandt klubben Elitedivisionen for første gang nogensinde og kvalificerede sig dermed til UEFA Women's Champions League-kvalifikationen for 2024/25-sæsonen.

## Resultater
- DBUs Landspokalturnering for kvinder:
  - Vinder (2): 2020, 2024
- Elitedivisionen:
  - Vinder (1): 2024
  - Bronze (1): 2020

## Stadion
- Navn: Right to Dream Park
- By: Farum
- Kapacitet: 10.300
- Adresse: Farum Park 2, 3520 Farum

## Aktuel trup
Oversigten er opdateret til og med 20. august 2024.
| Nr. | Land        | Position | Spiller                    |
| --- | ----------- | -------- | -------------------------- |
| 1   | Danmark     | MM       | Amanda Brunholt            |
| 5   | Finland     | FO       | Emmi Siren                 |
| 6   | Australien  | FO       | Winonah Heatley            |
| 7   | Danmark     | AN       | Karen Linnebjerg Knudsen   |
| 8   | Danmark     | MI       | Lærke Tingleff Søndergaard |
| 9   | Danmark     | AN       | Emilía Ásgeirsdóttir       |
| 10  | Danmark     | AN       | Alma Aagaard               |
| 11  | Danmark     | AN       | Clara La Cour              |
| 14  | Danmark     | FO       | Nikoline Dudek             |
| 15  | Danmark     | MI       | Cille Ostenfeld            |
| 16  | New Zealand | MI       | Malia Steinmetz            |
| 17  | Danmark     | MI       | Simone Andersen            |

| Nr. | Land    | Position | Spiller                  |
| --- | ------- | -------- | ------------------------ |
| 20  | Danmark | AN       | Anna Walter              |
| 21  | Danmark | AN       | Karen Linnebjerg Knudsen |
| 22  | Danmark | MI       | Emilie Byrnak            |
| 21  | Uganda  | MM       | Vanessa Karungi          |
| 23  | Canada  | MM       | Molly Race               |
| 24  | Danmark | MI       | Josefine Funch           |
| 27  | Danmark | MI       | Signe Antvorskov         |
| 28  | Danmark | MI       | Cecilie Larsen           |
| 30  | Danmark | FO       | Cecilie Kampmann         |
| 32  | Danmark | FO       | Frederikke Holmberg      |
| 34  | Danmark | FO       | Silja Ravn Weinell       |
| 38  | Danmark | FO       | Sarah Toft               |

### Trænerteam
Trænerteam for sæsonen 2024-25.
| Rolle           | Navn                 |
| --------------- | -------------------- |
| Cheftræner      | Chris Sargeant       |
| Assistenttræner | Amy Harrison         |
| Assistenttræner | Theis Ploug          |
| Målvogtertræner | Olivier Foss         |
| Læge            | Matthew Delang       |
| Fysisk træner   | Annika Bell          |
| Fysioterapeut   | Mark Tranholm Jensen |
| Fysioterapeut   | Mie Krog             |